# Bekas (film)
Pour l’article homonyme, voir Békás.
Pour plus de détails, voir Fiche technique et Distribution.
Bekas est un film suédois réalisé par Karzan Kader (en), sorti en 2012.

## Synopsis
Au début des années 1990, l'histoire de deux frères sans-abris dans le Kurdistan irakien.

## Fiche technique
- Titre : Bekas
- Réalisation : Karzan Kader (en)
- Scénario : Karzan Kader
- Musique : Juhana Lehtiniemi
- Photographie : Johan Holmqvist
- Montage : Michal Leszczylowski et Sebastian Ringler
- Production : Sandra Harms
- Société de production : Sonet Film, Helsinki-Filmi, Sveriges Television et FS Film
- Pays :  Suède et  Finlande
- Genre : Aventure et drame
- Durée : 97 minutes
- Dates de sortie : 
  -  Suède : 30 novembre 2012

## Distribution
- Zamand Taha : Zana
- Sarwar Fazil : Dana
- Diya Mariwan : Helliya
- Suliman Karim Mohamad : Baba Shalid
- Rahim Hussen : Mama Hama
- Abdulrahman Mohamad : Osman
- Shirwan Mohamad : Jamal
- Bahadin Halabjai : Ali
- Nawzad Majid : Hagi Alan
- Bakir Mustafa : le professeur Rizgar
- Baxan Mohamad : Pora Begard
- Mohamad Salah : Ismail
- Diyar Jamal : Ari
- Binay Bahman : Laila
- Ari Muhedin : Azad
- Xani Nabaz : Saman
- Haryad Sabah : Hez
- Jwtiar Nashad : Husain
- Kamaran Noori : Ardalan
- Shawhm Muhamad : la femme d'Ardalan
- Siva Kamaran : la fille d'Ardalan
- Shwan Mohamad Sdiq : Heresh
- Ashna Rawf : la mère de Helliya
- Zana Husain : Mustafa
- D. Taha : Rawf
- Mohamad Majid : Reza
- Shwan Said : le père de Reza
- Bahra Abdul Rahman : Shilan
- Dlier Hasan Taha : Sherko

## Distinctions
Le film a reçu une mention honorable pour le meilleur premier film au festival international du film de Stockholm et le prix du public au festival international du film de Dubaï.